# Домат-Эмс
До́мат (Эмс) (романш. Domat, нем. Ems) — коммуна в Швейцарии, в кантоне Граубюнден.
Входит в состав округа Имбоден. Население составляет 6925 человек (на 31 декабря 2006 года). Официальный код — 3722.